# Ausidet
L'Ausidet S.p.A., abbreviazione di Ausiliari per la Detergenza, è stata la controllata dell'Ausimont (gruppo Montedison) operante nel settore della produzione e della commercializzazione degli intermedi e degli ausiliari per la detergenza.

## Storia

### Origini
Nacque ufficialmente nel 1982 e ricevette appunto in affitto, dalla stessa Ausimont, la gestione del settore del fosforo e degli intermedi per la detergenza. Nel 1983 la gestione di Ausidet passerà, tramite la creazione della nuova società Cledia, dall'Ausimont alla Montedison.

### Il confluimento in Enimont
Quest'ultima, nel 1988, conferirà le attività della controllata Ausidet alla neonata società Enimont (joint-venture tra Eni e Montedison). In seguito allo scandalo e al fallimento di quest'ultima (1991), le attività passeranno interamente sotto il controllo dell'EniChem.